# The Great Wall
The Great Wall er en amerikansk-kinesisk fantasy film fra 2016. Filmen er instrueret af Yimou Zhang, skrevet af Tony Gilroy, og har Matt Damon og Andy Lau i hovedrollerne.

## Handling
Sat til det 15. århundre i Kina, hvor handlingen centrerer sig om mysteriet omkring det at bygge Den kinesiske mur mens enorme mytiske skabninger angriber jorden.

## Rolleliste
- Matt Damon
- Andy Lau
- Pedro Pascal
- Willem Dafoe
- Jing Tian
- Zhang Hanyu
- Peng Yuyan
- Pilou Asbæk
- Luhan
- Lin Gengxin
- Ryan Cheng
- Chen Xuedong
- Huang Xuan
- Wang Junkai
- Yu Xintian
- Liu Qiong
- Emma Wu
- Yang Mi
- Mackenzie Foy

## Eksterne Henvisninger
- The Great Wall på Internet Movie Database (engelsk)
- The Great Wall på Filmdatabasen
- The Great Wall på Scope
- The Great Wall i Svensk Filmdatabas (svensk)
- The Great Wall på AlloCiné (fransk)
- The Great Wall på MovieMeter (nederlandsk)
- The Great Wall på AllMovie (engelsk)
- The Great Wall på Turner Classic Movies (engelsk)
- The Great Wall på The Movie Database (engelsk)
- The Great Wall på Rotten Tomatoes (engelsk)

1. ↑  Navnet er anført på engelsk og stammer fra Wikidata hvor navnet endnu ikke findes på dansk.